# Muziekvereniging KSW

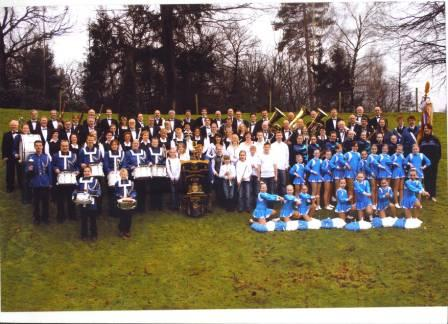
Muziekvereniging KSW bij haar 125-jarig bestaan

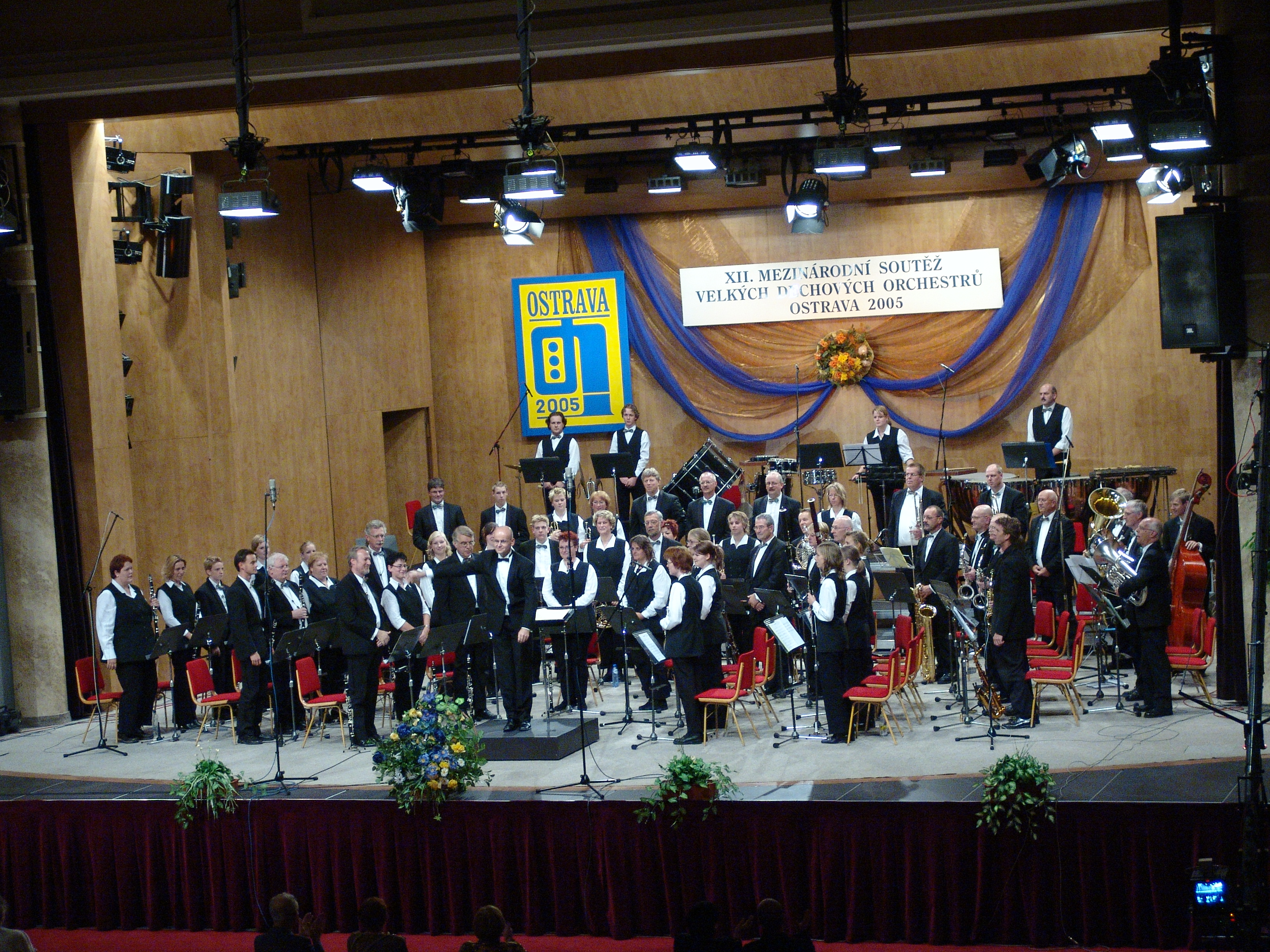
Het orkest van KSW tijdens het internationaal festival voor blaasorkesten in Ostrava (oktober 2005)

Muziekvereniging KSW is een muziekvereniging in Nijverdal.
De vereniging werd opgericht op 15 april 1882 als bedrijfsorkest van de toenmalige Koninklijke Stoom Weverij en is de oudste vereniging uit Nijverdal.

## Geschiedenis

### Algemeen/orkest
Op 15 april van het jaar 1882 werd door de heer G. Salomonson Hzn – destijds directeur van de Koninklijke Stoom Weverij te Nijverdal – het “Muziekgezelschap der K.S.W.” opgericht. Het muziekgezelschap begon met 18 muzikanten. Tot dirigent werd benoemd Ad Braune, die destijds tevens dirigent van de muziekvereniging Sint-Caecilia uit Almelo was. De eerste repetities werden gehouden in een lokaal van de fabrieksschool. Dat er belangstelling voor het meespelen in het muziekgezelschap was, blijkt wel dat twee jaar later het ledental al tot 30 gestegen was.
Toen ‘de fabriek’ het lokaal zelf nodig had, werd eerst nog gerepeteerd bij “Pietje aan de brug”. Daarna in een der “acht woningen” en vervolgens in het leegstaande huis van de heer Lempersz. Hierna was het magazijn van de Bleekerij repetitieruimte, totdat uiteindelijk na zes jaar in het plantsoen achter de Weverij een mooie muziektent in gebruik werd genomen. Deze muziektent deed tevens dienst als repetitieruimte. Hierin werd geoefend en op mooie avonden werden er met open ramen concerten gegeven.
Aan muziekconcoursen werd destijds nog niet deelgenomen, het muziekgezelschap beperkte zich hoofdzakelijk tot het opluisteren van fabrieksfeesten, uitstapjes van het personeel, jubilea, optreden wanneer voorname gasten de fabriek bezochten, et cetera. Meestal leverden de optredens een extraatje op voor de muzikanten, die maar wat trots waren dat ze zich in hun huzarenatilla’s met witte tressen en politiepet konden laten zien.
Rond 1890 bestond het muziekgezelschap der K.S.W. uit zo’n 38 leden van wie er zich 30 afsplitsten om de christelijke muziekvereniging ADVENDO op te richten. Volgens de annalen was dit gevoelige verlies aan leden binnen korte tijd weer aangevuld met nieuwe arbeiders van de K.S.W.
In 1911, toen de KNF (Koninklijke Nederlandse Federatie voor harmonie- en fanfaregezelschappen) opgericht werd, was de KSW een van de deelnemers aan het – door de nieuwe KNF georganiseerde – muziekconcours in Jutphaas. Voor de KSW was dit tevens de eerste keer dat deelgenomen werd aan een concours, en niet zonder succes! Er werd een eerste prijs in de wacht gesleept met een promotie naar de derde afdeling.
In 1915 werd de dirigeerstok overgedragen aan de heer W.H. Haarbrink, die de muzikale scepter zwaaide tot 1919. In 1920 en 1921 stond het orkest onder leiding van E. Geels, waarna in 1922 het “Sommertijdperk” aanbrak. Onder de bezielende leiding van Louis Sommer werden regelmatig succesvol concoursen bezocht, wat in 1949 leidde tot promotie naar de hoogste afdeling (vaandelafdeling) op een concours in Laren. Het orkest speelt overigens nog steeds in de hoogste afdeling – welke inmiddels omgedoopt is naar eerste afdeling harmonie – van de KNFM.
Na nog een korte tussenperiode van 1956 tot 1958 waarin de heer Chr. Hengeveld het orkest leidde, werd de dirigeerstok overgedragen aan Albert Sommer. Albert was een zoon van Louis Sommer, die tot kort daarvoor 33 jaar de muzikale scepter voerde bij de KSW. Albert Sommer bracht het orkest in de jaren zestig van de twintigste eeuw tot een hoog niveau. De KSW sleepte een reeks eerste prijzen, al dan niet met lof van de jury, in de wacht. In deze periode werd twee keer deelgenomen aan een Topconcours.
In 1972 werd de dirigeerstok overgedragen aan Aalko Flink. Ook onder zijn bezielende leiding werden er vele eerste prijzen behaald, waarbij wel een hoogtepunt was het behalen van 331,5 (van de destijds maximaal te behalen 360) punten op een concours in Eibergen, met wederom een uitnodiging om deel te nemen aan het Topconcours. In 1985 werd de periode van Aalko Flink als dirigent van de KSW tot 1988 onderbroken met de benoeming van Herman Braune (een kleinzoon van de eerste dirigent van de KSW). In 1989 pakte Aalko Flink de dirigeerstok weer over tot 1992.
In 1993 werd de muzikale scepter overgenomen door Joop Boerstoel, die garant stond voor een periode van voortgaande successen. Ook in de periode van Joop Boerstoel werden eerste prijzen al dan niet met lof en uitnodigingen tot deelname aan het Topconcours voor de Middenklasse binnen gesleept. Eén keer mocht KSW zich een jaar lang landskampioen van de Middenklasse noemen. Het hoogtepunt van de periode onder Joop Boerstoel waren wel de buitenlandse concertreizen naar Italië (1998 en 2003) en de deelname aan het “12e festival for Large Windorchestra’s” Ostrava (Tsjechië) in 2005. De deelname van KSW resulteerde in een 2e plaats met 479 van de 500 beschikbare punten in de Highest class, goed voor een gouden band met onderscheiding. Na een succesvolle periode nam Joop Boerstoel tijdens het voorjaarsconcert in april 2010 afscheid van de KSW.
Van juni 2010 tot december 2013 stond het orkest van de KSW onder leiding van Twan Dubbers. Sinds december 2013 staat het orkest onder leiding van Bert Pfeiffer.

### Slagwerkgroep

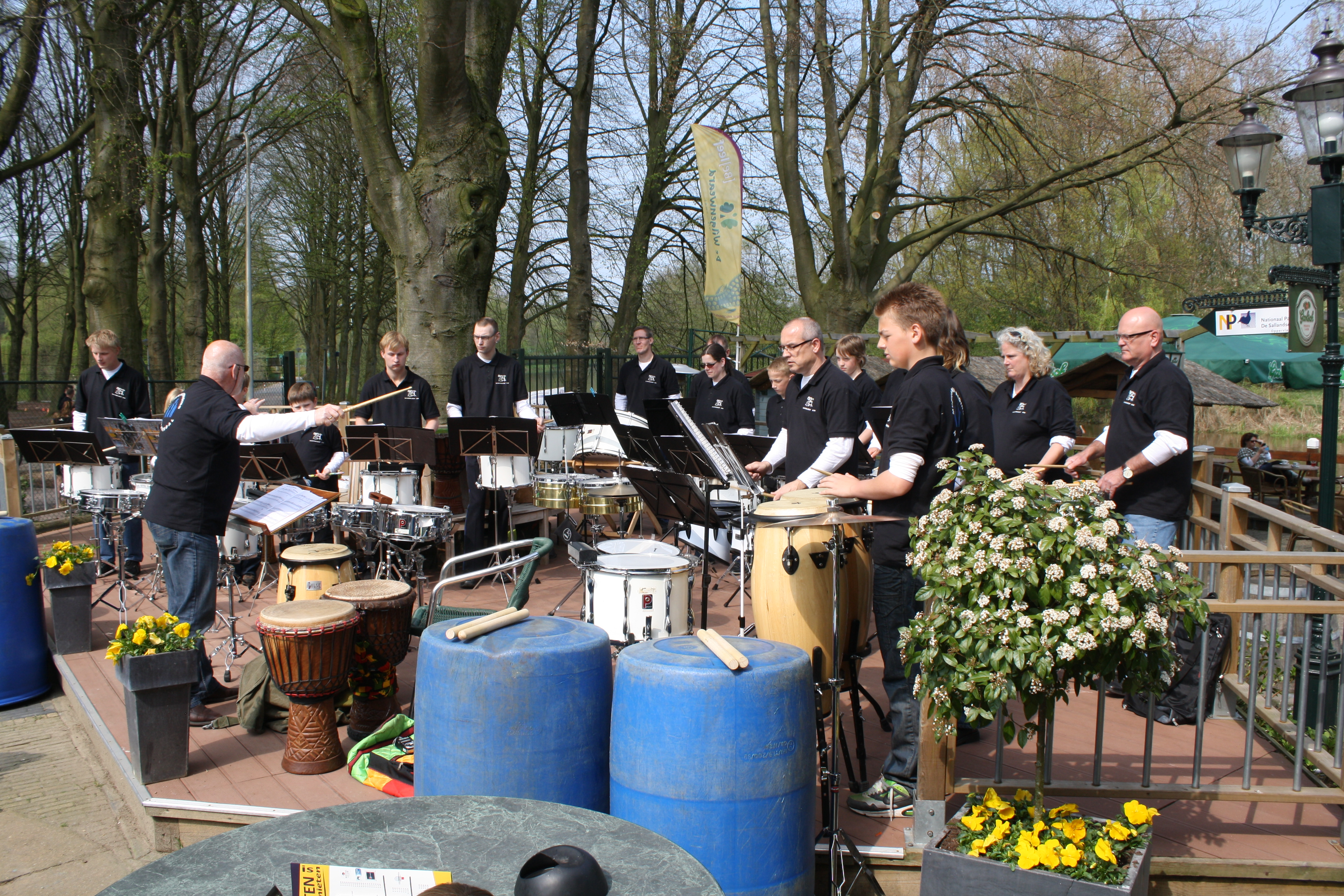
De KSW-slagwerkgroep in actie bij de Wilgenweard (april 2011).

In 1962, bij het 80-jarig bestaan van de muziekvereniging KSW, werd een tamboerkorps in het leven geroepen. Onder de markante leiding van Herman Reijnders brak een periode aan waarin KSW zich ook nadrukkelijk manifesteerde met meer optredens in het openbaar. Eind jaren zestig werd er een trompetterkorps toegevoegd aan de drumband. Er werd regelmatig deelgenomen aan taptoes en grotere buitenevenementen met zelfs showachtige optredens in Frankrijk. In de jaren tachtig van de twintigste eeuw bleek de belangstelling voor het trompetterkorps tanende en sloeg de typische drumband steeds meer de weg in van een slagwerkgroep. In deze periode nam Herman Reijnders afscheid en werd opgevolgd door Ben Prins, die een nieuwe weg insloeg. Na een korte onderbreking is in 2006 de slagwerkgroep weer nieuw leven ingeblazen en de huidige slagwerkgroep heeft zich ontwikkeld tot een enthousiaste groep met een rijk leerlingenaanbod. De slagwerkgroep presenteert zich tijdens de straatoptredens en verzorgt regelmatig workshops waar het publiek uitgenodigd wordt om mee te spelen. De slagwerkgroep staat onder leiding van Tom Wijnen.

## Boek

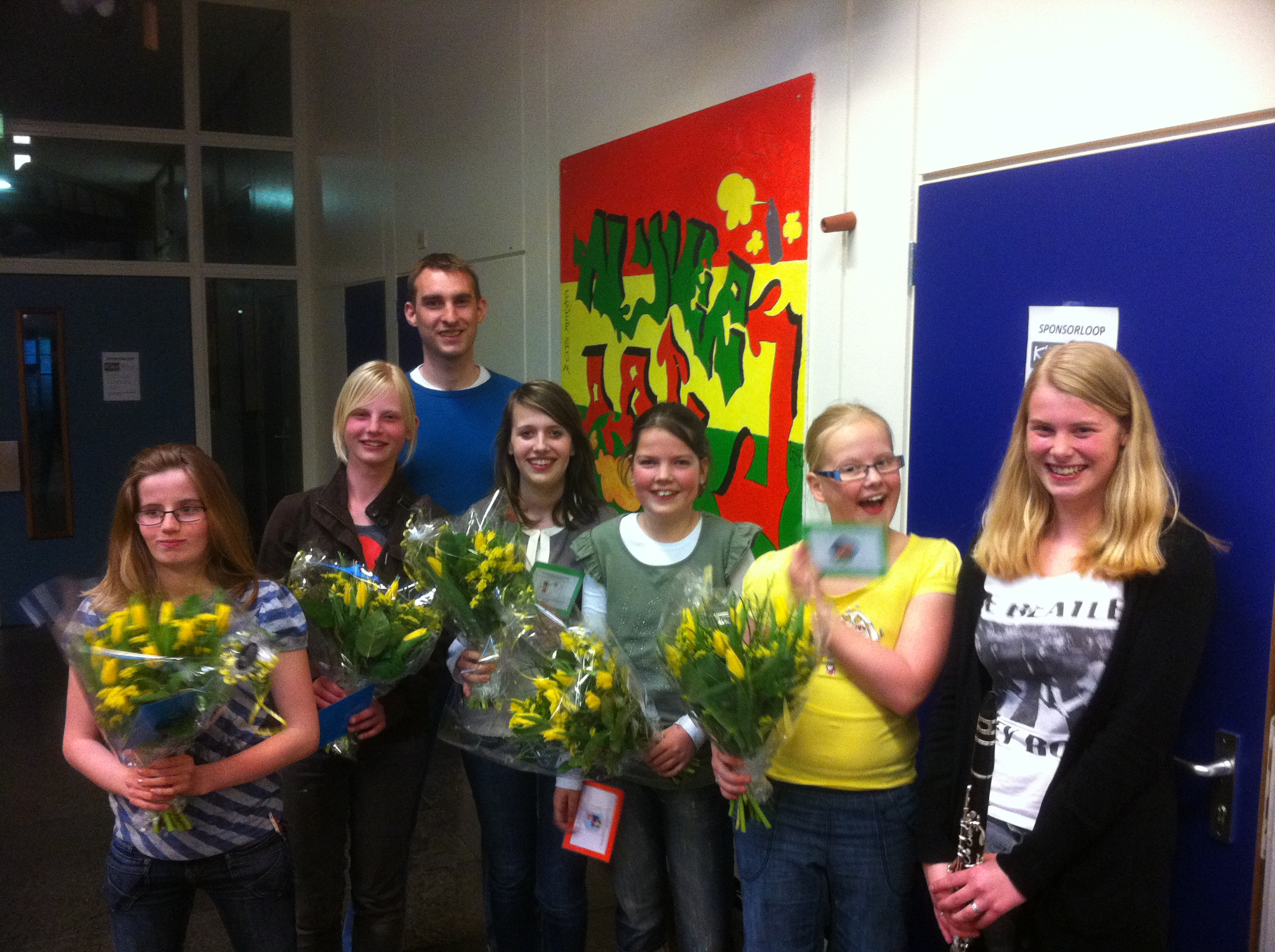
Geslaagde leerlingen van de KSW worden in het zonnetje gezet (april 2011)

Ter gelegenheid van het 125-jarig jubileum van de muziekvereniging KSW in 2007 is een jubileumboek uitgebracht; bovenstaande informatie is ontleend aan dit boek.